# Avegno (Włochy)
Avegno – miejscowość i gmina we Włoszech, w regionie Liguria, w prowincji Genua.
Według danych na rok 2004 gminę zamieszkiwało 2148 osób, 195,3 os./km².